# 西鄂县
西鄂县，中国古县名。
位于今河南省南阳市卧龙区北，由西汉至西魏时期，南阳郡管辖之县。是黄帝后裔鄂部落、三代鄂侯国故地。应劭曰：“江夏有鄂，故加西也。”即与江夏郡的鄂县相较，位置偏西，故名。隋朝开皇三年（583年），西鄂县地改为向城县。

## 参看
- 鄂城寺塔